# Движение сознательных отказчиков
Движе́ние созна́тельных отка́зчиков от вое́нной слу́жбы (ДСО) — российское некоммерческое общественное объединение, созданное в 2013 году. для предоставления юридической и психологической поддержки сознательным отказчикам от военной службы. Движение консультирует граждан, желающих отказаться от военной службы по соображениям совести, помогает получить отсрочку или добиться освобождения от срочной службы.
После начала полномасштабной войны в Украине, Движение начало помогать и людям находящимся на фронте Во время мобилизации в России представители Движения оказывали юридические консультации, помогающие гражданам избегать неправомерного призыва.
В 2023 году Движение было выдвинуто Международным бюро мира на Нобелевскую премию мира за свою деятельность по защите прав человека. В том же году организация была признана в России «иностранным агентом».

## История
Движение сознательных отказчиков от военной службы (ДСО) было основано в 2013 году, отделившись от правозащитной организации «Солдатские матери Санкт-Петербурга». Елена Попова и Мирослав Мишинов, будущие основатели ДСО, начали свою деятельность в правозащитной сфере в 2009 году, работая в «Солдатских матерях Санкт-Петербурга» и создав сообщество «За альтернативную гражданскую службу».
В начале работы ДСО активно использовало платформу ВКонтакте.
С 2022 года, после начала полномасштабного вторжения России в Украину, ДСО расширило свою работу. Организация начинала консультировать не только призывников, но и тех, кто уже находится на фронте, по вопросам отказа от военной службы.
В августе 2022 года ДСО запустило петицию на Change.org с призывом отменить призыв в России и вернуть домой срочников, воюющих в Украине, собравшую более 30 000 подписей.
После объявления мобилизации представители Движения проводят юридические консультации для призывников, защищая их право на отказ от военной службы.
ДСО участвует в международной правозащитной деятельности, подписывая совместное обращение Европарламенту вместе с более чем сотней организаций. В обращении поднимаются вопросы защиты отказчиков, дезертиров и пленных, осудивших войну, а также создания визовых процедур для их транзита в ЕС.
Организация также обращалось в Министерство юстиции Нидерландов с требованием расследовать случаи самоубийств среди просителей политического убежища.

## Структура организации
Движение сознательных отказчиков — децентрализованная организация с горизонтальной структурой принятия решений Деятельность поддерживается волонтёрами, координаторами и штатными сотрудниками.

### Органы управления
Руководящим органом является Штаб координаторов, определяющий направления деятельности и принимающий финансовые и стратегические планы. Оперативное управление осуществляет директор, избираемый Штабом на срок до трёх лет без права повторного избрания. Текущую работу обеспечивает Офис — группа штатных сотрудников под руководством директора.
Дополнительные структуры включают телеграм-чаты, объединяющие около 900 участников по состоянию на 2023 год, и рабочие группы волонтёров, самостоятельно определяющие сферу своей деятельности.

## Направления и практическая деятельность
Миссия Движения сознательных отказчиков — движение к свободному миру без насилия. Организация действует в целях защиты прав человека, декларируя главными ценностями отсутствие дискриминации, осознанность и солидарность.
ДСО работает в следующих направлениях:
1. Правовая и консультационная поддержка[1][5]:
  - Предоставление бесплатной юридической помощи и консультирование по вопросам отказа от военной службы;
  - Подготовка методических материалов и образцов документов[10];
  - Помощь в получении отсрочки или освобождения от призыва;
  - Психологическая и моральная поддержка отказчиков[5];
2. Адвокация и общественная деятельность[6][8]:
  - Защита прав призывников и противодействие нарушениям;
  - Работа над повышением доступности альтернативной гражданской службы;
  - Сотрудничество с международными организациями[10];
  - Специализированная поддержка ЛГБТ-отказчиков[4];
3. Просветительская работа:
  - Проведение мастер-классов по законным способам освобождения от призыва[5];
  - Создание и поддержка информационных онлайн-ресурсов[6];
  - Формирование сообщества сознательных отказчиков[11];
  - Популяризация позитивного образа сознательного отказчика[11].

## Оценки

### Позитивные оценки
Международное бюро мира отметило заслуги Движения в защите прав человека и выдвинуло организацию на Нобелевскую премию мира в 2023 году. Вместе с организациями из Украины и Беларуси, оказывающим помощь отказчикам от военной службы ДСО было выдвинуто МБМ на Нобелевскую премию мира. В сообщении Международного бюро говорится, что организации «продемонстрировали беспрецедентное мастерство и самоотверженность в своих усилиях в качестве защитников мира, отказа от военной службы по соображениям совести и прав человека».
В 2024 году Движение сознательных отказчиков получило Премию мира имени Шона Макбрайда. Премию разделили три организации из России, Украины (Украинский рух пацифистов) и Беларуси (Наш дом), оказывающие помощь отказчикам от военной службы. Международное бюро мира отмечает, что правозащитные организации, получившие премию «не только добились значительных успехов в отстаивании права на отказ от военной службы по соображениям совести, но и символизируют непреходящий дух мира перед лицом невзгод».
Более 60 антивоенных инициатив, включая европейские, обратились к Еврокомиссии и Европарламенту с просьбой предоставить убежище отказчикам от военной службы в ЕС. В обращении правозащитники позитивно оценивают деятельность ДСО.

### Негативные оценки
Министерство юстиции России в июне 2023 года признало Движение сознательных отказчиков «иностранным агентом», обвинив организацию в распространении недостоверной информации о решениях властей, получению иностранного финансирования, а также в выступлениях против вторжения России на Украину. Одновременно с этим статус «иноагента» получил директор ДСО Александр Белик.
Савеловский районный суд города Москвы в мае 2022 года принял решение о блокировке сайта Движения сознательных отказчиков на территории Российской Федерации. В заключении суда указано, что на сайте Движения содержится информация, дискредитирующая военную службу в Вооруженных Силах Российской Федерации и высказывания, оправдывающие уклонение от военной службы.
РАПСИ (Российское агентство правовой и судебной информации) в 2023 году в публикации посвященной признанию ЛГБТ-движения экстремистским, упомянула «Движение сознательных отказчиков» как экстремистскую организацию. РАПСИ связывает Движение с «Открытым обществом» Сороса и ЛГБТ-движением в Украине, называя это угрозой «экстремистских действий» в России.
В октябре 2022 года платформа Tilda удалила сайт Движения сознательных отказчиков без объяснения причин. В 2023 администрация социальной сети «ВКонтакте» заблокировала сообщество организации по требованию Генпрокуратуры за размещение «фейков» об армии.